# Escritos de Mujeres
La Colección Escritos de Mujeres siglos XVI al XVIII es un proyecto del Instituto de Investigaciones sobre la Universidad y la Educación de la Universidad Nacional Autónoma de México que se dedica a recuperar, editar y difundir escritos y documentos de archivos de mujeres que vivieron entre los siglos XVI y XVIII en la Ciudad de México.

## Antecedentes
Inició en 2008 y es un proyecto que plantea escribir la historia de las mujeres desde la perspectiva de género, a pesar de las dificultades iniciales, y de percatarse de que muchas obras escritas por mujeres estaban catalogadas como anónimas. Hasta 2016, contaban con un registro de 103 obras.

## Colecciones
Derivado del trabajo de escritos, surgió un proyecto llamado "Los archivos de mujeres". En 2018, se creó la colección "Una en Una" como una invitación abierta a donar documentos de mujeres al Archivo Histórico de la UNAM.

## Publicaciones
Sus publicaciones se encuentran editadas en formato impreso, digital y en  TEI. Entre ellas se encuentran:
- Inés de la Cruz. Fundación del convento [de Santa Teresa la Antigua], 2014
- Mariana de la Encarnación. Relación de la fundación del Convento Antiguo de Santa Teresa, 2014
- Isabel Manuela de Santa María. De conciencia, 2016
- Marquesa de las Amarillas. Diario de viaje de Cádiz a México, 2016
- Devociones varias. María Ana Águeda de San Ignacio, 2019
- Testamentos de mujeres indígenas culhuacanas. Siglo XVI, 2021
- Las Hijas del Anáhuac. Ensayo literario 1873-1874, 2022